# کایلا اشتیندل
کایلا اشتیندل (انگلیسی: Kayla Steindl؛ زادهٔ ۱۹ نوامبر ۱۹۸۹) بازیکن بسکتبال اهل ایالات متحده آمریکا است.